# Macrochiridothea estuariae
Macrochiridothea estuariae är en kräftdjursart som beskrevs av Poore, Ramirez och Schiariti 2009. Macrochiridothea estuariae ingår i släktet Macrochiridothea och familjen Chaetiliidae. Inga underarter finns listade i Catalogue of Life.